# Dracula 2000
Dracula 2000 ook bekend als Wes Craven Presents: Dracula 2000 is een Amerikaanse horrorfilm uit 2000, geschreven en geregisseerd door Patrick Lussier. De hoofdrollen worden vertolkt door Gerard Butler en Christopher Plummer.

## Verhaal
Abraham Van Helsing is een Engelse antiekdealer. Samen met zijn hulpje Simon reist hij naar New Orleans om Van Helsings dochter te redden uit de handen van Dracula.

## Rolbezetting
| Acteur              | Personage                      |
| ------------------- | ------------------------------ |
| Gerard Butler       | Count Dracula (Judas Iscariot) |
| Christopher Plummer | Abraham Van Helsing            |
| Jonny Lee Miller    | Simon Sheppard                 |
| Justine Waddell     | Mary Heller/Van Helsing        |
| Danny Masterson     | Nightshade                     |
| Jeri Ryan           | Valerie Sharpe                 |
| Colleen Fitzpatrick | Lucy Westerman                 |
| Jennifer Esposito   | Solina                         |
| Lochlyn Munro       | Eddie                          |
| Sean Patrick Thomas | Trick                          |
| Omar Epps           | Marcus                         |
| Tig Fong            | Dax                            |
| Tony Munch          | Charlie                        |
| Shane West          | J.T.                           |
| Tom Kane            | Nieuwslezer                    |
| Nathan Fillion      | Eerwaarde David                |
| David J. Francis    | Jezus van Nazareth             |

## Vervolgen
Dracula 2000 heeft 2 vervolgen Dracula II: Ascension uit 2003 en Dracula III: Legacy uit 2005. Patrick Lussier en Joel Soisson, die alle 3 de films geregisseerd en geschreven hebben, gaan misschien een vervolg maken. Wanneer is niet bekend.